# قوشالاق
قوشالاق (قزاقی: Қошалақ) یک شهرک در قزاقستان است که در استان آتیرائو واقع شده‌است. قوشالاق ۳۲۹ نفر جمعیت دارد.